# Снэ, Эфраим
Эфраим Снэ (ивр. אפרים סנה‎; род. 19 сентября 1944, Тель-Авив) — израильский врач, военный и государственный деятель, сын Моше Снэ. В годы службы в Армии обороны Израиля — участник операции «Энтеббе», позже один из первых командиров подразделения 669, командующий зоной безопасности в Южном Ливане и начальник гражданской администрации Иудеи и Самарии. С 1992 года неоднократно избирался в кнессет от партии «Авода» (с июня 2005 по ноябрь 2006 года — председатель парламентской фракции партии), возглавлял министерство здравоохранения и министерство транспорта Израиля, дважды занимал пост заместителя министра обороны.

## Биография

### Учёба и военная карьера
Эфраим Снэ родился в 1944 году в Тель-Авиве в семье сиониста-социалиста (впоследствии одного из лидеров израильской компартии) Моше Снэ. С 1962 по 1964 год проходил срочную службу в составе частей «Нахаль», затем учился в Еврейском университете в Иерусалиме, окончив его со специальностью врача-интерниста.
По окончании учёбы Снэ вернулся на военную службу, став военврачом в бригаде «Цанханим». В её составе он обеспечивал медицинскую поддержку в ходе войны Судного дня, в том числе в бою за «Китайскую ферму» и в ряде операций на западном берегу Суэцкого канала, а позже возглавлял медицинскую группу в составе израильского десанта во время операции «Энтеббе». В 1978 году Снэ стал командиром подразделения 669 Армии обороны Израиля, в задачи которого входят воздушные эвакуационно-спасательные операции, и занимал этот пост до 1980 года. В дальнейшем он был командующим зоны безопасности в Южном Ливане в преддверии Ливанской войны 1982 года.
После завершения службы в Южном Ливане Снэ продолжил своё медицинское образование в Армейском медицинском центре имени Уолтера Рида в США, известном как одно из ведущих клинических и исследовательских учреждений в этой стране, и в 1985 году вернулся в Израиль, где до 1987 года занимал пост начальника гражданской администрации Иудеи и Самарии. Это назначение стало последним для него как для кадрового офицера, и в 1987 году он был уволен в запас в звании тат-алуфа.

### Политическая карьера
С 1987 года Снэ начал политическую карьеру в партии «Авода» и с 1988 по 1994 год участвовал в ряде делегаций, ведших переговоры с палестинцами. Он был одним из организаторов успеха партии во главе с Ицхаком Рабином на парламентских выборах 1992 года и сам впервые стал депутатом кнессета после этих выборов. В 1994 году Снэ был назначен Рабином на пост министра здравоохранения (став первым врачом на этой должности) и в следующие два года способствовал претворению в жизнь закона о национальном медицинском страховании, который был призван обеспечить определённый минимальный уровень медицинского обслуживания всем гражданам вне зависимости от их экономического положения. При Снэ также было проведено оздоровление крупнейшей больничной кассы Израиля — «Клалит», находившейся на грани банкротства.
В 1999—2001 годах, в правительстве Эхуда Барака, Снэ занимал должность заместителя министра обороны (отвечая в частности за иранское направление стратегического планирования и за развитие оборонной промышленности), а затем в правительстве Ариэля Шарона возглавил министерство транспорта Израиля. В период его нахождения в этой должности (до ноября 2002 года, когда «Авода» покинула правительственную коалицию) была разработана программа обновления железнодорожной системы Израиля и выработаны меры по усилению контроля за безопасностью перевозок в свете событий 11 сентября 2001 года.
В течение нескольких лет «Авода» находилась в оппозиции. В 2005—2006 годах Снэ возглавлял партийную фракцию в кнессете, сменив на посту председателя Эйтана Кабеля, который ушёл на должность генерального секретаря партии. В октябре 2006 года он вошёл в правительственный кабинет Эхуда Ольмерта, во второй раз за карьеру став заместителем министра обороны. После того, как Амира Переца сменил во главе партии и на посту министра обороны Эхуд Барак, Снэ потерял место в правительстве и в мае 2008 года объявил о выходе из «Аводы». В декабре того же года Снэ основал новое политическое движение «Исраэль Хазака» (ивр. ישראל חזקה‎ — «Сильный Израиль»), которая на парламентских выборах 2009 года получила менее 7 тысяч голосов (0,2 % от общего числа голосовавших избирателей).

## Публикации
Эфраим Снэ издал две книги, посвящённые национальной оборонной стратегии Израиля — «Ответственность» и «Навигация в опасной зоне». Вторая книга была переведена на английский и русский язык (русское издание вышло в 2006 году в московском издательстве «Олимп»).